# Acacia tamminensis
Acacia tamminensis é uma espécie de leguminosa do gênero Acacia, pertencente à família Fabaceae.